# Cnemolia douceti
Cnemolia douceti är en skalbaggsart som beskrevs av Pierre Lepesme och Stefan von Breuning 1955. Cnemolia douceti ingår i släktet Cnemolia och familjen långhorningar.
Artens utbredningsområde är Ghana. Inga underarter finns listade i Catalogue of Life.